# Bartniczka (plaats)
Bartniczka is een dorp in het Poolse woiwodschap Koejavië-Pommeren, in het district Brodnicki. De plaats maakt deel uit van de gemeente Bartniczka en telt 550 inwoners.